# Gerardo Cortés (Fußballspieler)
Gerardo Elías Cortés Hermosilla (* 17. Mai 1988 in Concepción) ist ein chilenischer Fußballspieler. Der Mittelfeldspieler wurde Dritter bei der Junioren-Fußballweltmeisterschaft 2007 in Kanada.

## Karriere

### Verein
Gerardo Cortés kam 2001 in die Jugend von Deportes Concepción und wurde 2004 in die Profimannschaft hochgezogen, in der er debütierte. Eine Verletzung unterbrach seinen schnellen Karriereaufstieg, nach einer guten Saison 2005 wurde er an den Zweitligisten Ñublense ausgeliehen. Dort überzeugte er und kehrte als Aufsteiger zurück nach Concepción, wo er weiterhin gute Leistungen brachte. Mitte 2008 wurde er von Rekordmeister CSD Colo-Colo verpflichtet und direkt an Unión Española verliehen. Bei Colo-Colo verletzte sich Cortés und konnte sich danach nicht im Team durchsetzen. Er blieb noch bis Ende 2009 und konnte die Meisterschaft der Clausura 2009 feiern, zur Saison 2010 wechselte er zum CD Palestino. Dort spielte er bis zu seiner Verletzung Ende 2011 regelmäßig und wechselte 2012 zu seinem Jugendklub Deportes Concepción, der mittlerweile in der Primera B spielte. Den hohen Erwartungen des Klubs wurde er nicht gerecht, fiel vermehrt durch Undiszipliniertheiten auf und verpasste mit dem Verein den Aufstieg. So trennten sich die Wege schnell wieder und Cortés unterschrieb zur Saison 2013 bei San Marcos in der Primera División, konnte sich aber keinen Stammplatz im Team erkämpfen und spielte danach nur noch für Klubs der zweiten und dritten Liga in Chile. Seine längste Zeit verbrachte er bei Santiago Morning, wo er von 2014 bis 2017 auflief. 2020 und 2021 war er in der  Segunda División aktiv und kehrte in seinen letzten Karrierejahren in die Primera B zurück, wo er sich 2022 für den AC Barnechea und 2023 für Unión San Felipe das Trikot überstreifte.

### Nationalmannschaft
Cortés stand bereits im Alter von 15 Jahren bei der chilenischen U15-Nationalmannschaft zur Südamerikameisterschaft 2004 in Paraguay im Nationalkader und nahm an der Vorbereitung der U17-Nationalmannschaft zur Südamerikameisterschaft 2005 in Venezuela teil.
In der U20-Nationalmannschaft bildete er mit Mathías Vidangossy das offensive Mittelfeld bei der Junioren-Fußballweltmeisterschaft 2007 in Kanada und belegte mit Chile den dritten Platz.

## Erfolge
Colo-Colo
- Chilenischer Meister: 2009-C